# Marie-Élisabeth d'Autriche (1737-1740)
Pour les articles homonymes, voir Élisabeth d'Autriche.
Marie-Élisabeth Amélie Antoinette Josèphe Jeanne Agathe d'Autriche (Allemand : Maria Elisabeth Amalia Antonia Josepha Agatha) (Vienne, le 5 février 1737 - Vienne, le 7 juin 1740) est une archiduchesse d'Autriche, fille de l'empereur François Ier et de l'impératrice Marie-Thérèse d'Autriche.

## Biographie
Elle est l'enfant aînée de l'empereur François Ier de Lorraine et de l'impératrice Marie-Thérèse. Elle reçoit son prénom en honneur de ses deux grand-mères : Élisabeth-Charlotte d'Orléans, mère de son père, et Élisabeth-Christine de Brunswick-Wolfenbüttel, mère de sa mère.
Elle meurt dans la soirée du 7 juin 1740 après avoir été prise de crampes d'estomac et de vomissements durant toute la journéeà l'âge de trois ans.
Elisabeth est morte dans les bras de son père, qui était toujours très proche de ses enfants.
Elle est le premier membre de la maison de Habsbourg-Lorraine à être enterrée dans le caveau Marie-Thérèse, dans la crypte des Capucins.